# تری‌اتیل بورات
تری‌اتیل بورات (به انگلیسی: Triethyl borate) یک ترکیب شیمیایی با شناسه پاب‌کم ۹۰۰۹ است. شکل ظاهری این ترکیب، مایع شفاف است.